# Bluebeat
Bluebeat war das erste britische Plattenlabel für Ska- und Reggaemusik.

## Entstehung
Emil Shalit, ein britischer Geschäftsmann, importierte ab 1959 Singles aus Jamaika, die er an die Einwanderer verkaufen wollte. Diese, anfänglich R&B-Singles, wurden über seine Plattenfirma Melodisc auf dem Blue-Beat-Label vermarktet.
Die Kennzeichnung der Platten ist BB.
Da Blue-Beat Anfang der 60er das einzige Ska Label war, nannten die Briten den Ska „Bluebeat“ bzw. „Blue-Beat“. Unter dem Namen Blue Beat wurden zahlreiche jamaikanische Produktionen von Prince Buster, Laurel Aitken, Coxsone Dodd, Duke Reid sowie andere Produktionen des Studio One in GB neu veröffentlicht.

## Rezeption
„Blue Beat“ wurde in Großbritannien zu einem Synonym für Ska, nach dem sich auch Bands wie z. B. The Blue Beat benannten. Ähnlich dem „Blue Beat“ nannten die Briten den neueren Ska der zweiten Welle 2-tone, da das erste britische Label mit diesem Sound 2 Tone Records hieß.

## Veröffentlichungen (Auswahl)
- BB 1: Boogie Rock / Heavenly Angel – Laurel Aitken & The Boogie Cats (1959)
- BB 2: Dumplings / Kissing Girl – Byron Lee & The Dragonairs (1960)
- BB 3: When You Tell Me / When You Tell Me Baby – Higgs & Wilson
- BB 4: Lollypop Girl / Dearest Darling – Jiving Juniors
- BB 5: My Heart’s Desire / I Love You – Jiving Juniors
- BB 6: Worried Over You / Everything Will Be Alright – Keith & Enid
- BB 7: Fat Man / I’m Gonna Leave You – Derrick Morgan
- BB 8: Cutest Little Woman / Running Around – Owen Gray
- BB 9: Album of Memory / Why Did You Leave Me Magic Notes
- BB 10: Judgment Day / Jennie Is Back – Laurel Aitken